# Olssons pastejer
Olssons pastejer är en bilderbok. Den är skriven av Peter Cohen (med grafik av Olof Landström) år 1988, och utkom på Rabén & Sjögren. Den har översatts till flera olika språk, bland annat danska, engelska, japanska och norska.
Den finns även som kortfilm med samma illustrationer och Gösta Ekman som berättare.

## Handling
Herr Olsson arbetar på fabriken Olssons Pastejer, där han är chef och sköter provsmakningen av de berömda pastejerna. Hans två anställda är Hugo (som sköter kvarnen) och kamrer Ström. En dag smiter kamrer Ström med alla fabrikens pengar, för att flytta till kusten. Olsson har nu bara banklån kvar. På grund av att Olsson gillar kamrer Ström som en bra vän, vill han inte blanda in polisen i det hela. Frågan är hur han ska kunna driva fabriken vidare utan pengar, men så får han en idé.

### Fotnoter
1. ↑  ”Olssons pastejer” (på engelska). Worldcat. 11 mars 1988. http://www.worldcat.org/title/olssons-pastejer/oclc/185909286?referer=br&ht=edition. Läst 13 september 2014.
2. ↑  ”Olssons pastejer” (på engelska). Worldcat. http://www.worldcat.org/search?q=Olssons+pastejer&fq=&dblist=638&qt=sort&se=yr&sd=asc&qt=sort_yr_asc. Läst 13 september 2014.